# Bent Fabric
Bent Fabric, pseudonimo di Bent Fabricius-Bjerre (Frederiksberg, 7 dicembre 1924 – 28 luglio 2020), è stato un pianista e compositore danese.

## Discografia
- 1962 – Alley Cat (Atco Records)
- 1962 – The Happy Puppy (Atco Records)
- 1963 – Piano Party with Bent Fabric (Columbia 33-OSX-7720) (Australia)
- 1964 – Organ Grinder's Swing (Atco Records)
- 1964 – The Drunken Penguin (Atco Records)
- 1965 – Together! (Atco Records)
- 1966 – Never Tease Tigers (Atco Records)
- 1967 – Operation Lovebirds (Atco Records)
- 1968 – Relax With Bent Fabric (Atco Records)
- 1997 – The Very Best of Bent Fabric
- 1998 – Klaver med mer (CMC Records)
- 2001 – Mit livs melodi (Copenaghen Records)
- 2004 – Jukebox (Universal)
- 2005 – Kan du kende melodien (Universal)
- 2014 – Bent Fabricius-Bjerre og Hans Musik (Warner Music)